# 陕南龙胆
陕南龙胆（学名：Gentiana piasezkii）为龙胆科龙胆属的植物，是中国的特有植物。分布于中国大陆的甘肃、四川、陕西等地，目前尚未由人工引种栽培。